# リシャルリソン・バルボーサ・フェリスビーノ
リシャルリソン・バルボーサ・フェリスビーノ（Richarlyson Barbosa Felisbino、1982年12月27日 - ）は、ブラジル・リオグランデ・ド・ノルテ州ナタール出身の元サッカー選手。現役時代のポジションはミッドフィールダー（センターハーフ）。
2022年のサッカーにおける同性愛嫌悪に関するインタビューで、バイセクシャルだとカミングアウトした。2007年にもSEパルメイラス監督のジョゼ・シリロ・ジュニオールがブラジルの国営テレビでリシャルリソンが同性愛者であることをほのめかし、リシャルリソンが告訴したが、裁判官は「サッカーは男のものであり、同性愛のものではない」として訴訟を棄却した。

## 家族
父のレラ、兄のアレクサンドロ、義理の兄のデコもサッカー選手。